# Музичний університет Фридерика Шопена
Університет музики Фридерика Шопена (Uniwersytet Muzyczny Fryderyka Chopina) — найстарший і найбільший музичний ВНЗ у Польщі, а також один з найстарших у Європі. Розташований у Варшаві. Один з двох (разом з музичною академією в Кракові) музичних університетів у Польщі, де для прийняття на навчання не потрібен диплом про середню спеціальну музичну освіту.

## Історія
Університет починає свою історію 1810 року, як музична школа, відкрита Йожефом Елснером і Войцехом Богуславським. 1821 року школа отримала статус консерваторії і отримала назву Інституту музики та декламації та стала частиною Відділу образотворчих мистецтв при Варшавському університеті.
1831 року після листопадового повстання Варшавський університет був закритий царською владою, а разом з тим і школа музики.
Школа відродила діяльність лише 1861 року як Музичний інститут, 1918 року перейменований на Державну консерваторію. У часи німецької окупації консерваторія продовжувала діяльність під назвою Staatliche Musikschule in Warschau. Під час Варшавського повстання 1944 року Головна будівля консерваторії, розташована по вул. Окульнік 2, була знищена.
По закінченні війни в 1946 році заклад отримав назву Державна вища школа музики і навчання проводилося в палаці Уяздовських. У 1962 році заклад отримав статус Академії (англ. Akademia Muzyczna) що дозволив їй випускати магістрів мистецтв з усіх музичних дисциплін і спеціальностей. Упродовж 1960-66 років для академії було збудовано нове приміщення по вул. Окульнік, 2. 1979 року Музичній академії було надано ім'я одного з перших її учнів — Фридерика Шопена. 2008 року Музична академія була перейменована на університет. З 2005 заклад очолював польський композитор Станіслав Морито, однак зараз ректором університету є Кладіуш Баран.

## Діяльність
Наразі у Варшавському музичному університеті працює 6 відділів та один філіал:
1. Композиції, диригування і теорії музики
2. Фортепіано, клавесину та органу
3. Інструментальний
4. Вокальний
5. Музичної педагогіки
6. Звукорежисури
7. Філіал у Білостоку

Діє оркестр, хор та біґ-бенд студентів університету, проводяться конкурси скрипалів, органістів, клавесиністів (ім. В. Ландовської) та віолончелістів (ім. В. Лютославського)

## Видатні випускники та викладачі
У Варшавській консерваторії вчилися такі видатні музиканти: Ф. Шопен, І. Я. Падеревський, М. Чюрльоніс, В. Ландовська, В. Лютославський, О. Шумовська-Гораїн, композитор, піаніст, концертмайстер, педагог Антоні Зигмунт Білінський, співачка і педагог Софія Мирович, Анна Білінська-Богданович та Владислав Білінський.
Викладали такі видатні музиканти: Рудольф Штробль, Станіслав Монюшко, К. Шимановський, Вітольд Фріман, Фаустин Кульчицький та ін.